# Oophaga pumilio
Oophaga pumilio là một loài ếch phi tiêu độc nhỏ được tìm thấy ở Trung Mỹ. Loài này phổ biến trên toàn phạm vi phân bố của nó, kéo dài từ phía đông miền trung Nicaragua qua Costa Rica và tây bắc Panama. Loài này thường được tìm thấy ở vùng đất thấp ẩm và rừng đồi núi, nhưng quần thể lớn cũng được tìm thấy trong khu vực bị xáo trộn như các đồn điền. Loài này có lẽ nổi tiếng nhất về màu sắc với 15-30 kiểu màu sắc khác nhau. Oophaga pumilio nổi tiếng bởi các biến thể màu sắc của chúng, gồm khoảng độ 15–30 biến thể màu.

## Hành vi
Loài này sống vào ban ngày và thường trên mặt đất. Loài này tương đối nhỏ, chỉ lớn khoảng 17.5–22 mm. Con đực chiến giữ một khu đất nhỏ và không cho con ếch nào vào khu vực của nó; Con cái và con non có tập tính xã hội hơn.